# 赛楠小煤炱
赛楠小煤炱（学名：Meliola sempeiensis）是属于小煤炱目小煤炱科小煤炱属的一种真菌，寄生在樟科植物上。该种分布于中国大陆、台湾。